# グスタボ・ポジェ
グスタボ・アウグスト・ポジェ・ドミンゲス（Gustavo Augusto Poyet Domínguez, 1967年11月15日 - ）は、ウルグアイ・モンテビデオ出身の元サッカー選手。現サッカー指導者。選手時代のポジションはミッドフィールダー。
選手時代にはレアル・サラゴサやチェルシーFCやトッテナム・ホットスパーFCなどに在籍した。スウィンドン・タウンFCではデニス・ワイズ監督の下で選手兼任コーチを務め、リーズ・ユナイテッドFCでもワイズ監督と一緒に働いた。トッテナム・ホットスパーFCではファンデ・ラモス政権下のコーチを務め、2009年にブライトン・アンド・ホーヴ・アルビオンFCの監督に就任した。
次男のディエゴ・ポジェもサッカー選手であり、ウェストハム・ユナイテッドFCに所属している。

## 経歴

### 選手時代
力強く得点力のあるミッドフィールダーである。1990年にウルグアイのCAリーベル・プレートからスペイン・プリメーラ・ディビシオン（1部）のレアル・サラゴサに移籍した。1994年にコパ・デル・レイで優勝し、1995年には決勝でアーセナルFCを破ってUEFAカップウィナーズカップを勝ち取った。1993-94シーズンから4シーズン連続して二桁得点を記録し、若手のフェルナンド・モリエンテスやフアン・エスナイデル(Juan Esnáider)とともに攻撃陣を牽引した。1997年までの在籍期間中に240試合に出場して60得点を挙げ、最も長くサラゴサに在籍した外国人選手になった。
1997年6月、サラゴサとの契約が満了してイングランド・プレミアリーグ（1部）のチェルシーFCに移籍した。十字靱帯断裂のために1年目は苦しんだが、1997-98シーズンのUEFAカップウィナーズカップ決勝のVfBシュトゥットガルト戦には間に合い、サラゴサ時代に続いて同タイトルを手にした。1998年のUEFAスーパーカップではレアル・マドリード相手に決勝点を決めた。1998-99シーズンはリーズ・ユナイテッドFC戦で決めた貴重な決勝点を含めてチーム2位の14得点を決め、チームをプレミアリーグ3位に導いた。1999-2000シーズンのプレミアリーグでは、サンダーランドAFC戦でスーパーゴールを決めるなど、チーム2位の18得点を挙げた。FAカップでは準決勝のニューカッスル・ユナイテッドFC戦の2得点し、UEFAチャンピオンズリーグではSSラツィオ戦でロングシュートを決めた。FAカップ優勝、UEFAチャンピオンズリーグベスト8など1999-2000シーズンは好成績を収めた。2000年9月にクラウディオ・ラニエリ監督が就任し、チームには変革がもたらされた。ラニエリはチームの若返りを推し進め、余剰戦力となったポジェは移籍を志願した。チェルシーFCでは145試合に出場して49得点を挙げた。
2001年5月、約220万ポンドの移籍金でトッテナム・ホットスパーFCに移籍した。2001-02シーズンはリーグ戦で14得点を挙げ、フットボールリーグカップでは決勝に到達したが、ブラックバーン・ローヴァーズFCに1-2で敗れて準優勝に終わった。在籍期間中は怪我によって活躍をくじかれ、2002年8月には再び十字靱帯断裂の大怪我を負ったが、それでも98試合に出場して23得点を挙げた。
1993年7月13日、ペルーとの親善試合でカルロス・アギレラとの途中交代でウルグアイ代表デビューした。1995年のコパ・アメリカでは優勝して大会最優秀選手に選ばれた。2000年までに23試合に出場して3得点を記録した。

### 指導者時代
2006年7月、チェルシーFC時代にチームメイトだったデニス・ワイズ監督が指揮するスウィンドン・タウンFCで選手兼任コーチに就任した
。2006年10月24日、デニス・ワイズ監督とともにリーズ・ユナイテッドFCのコーチに迎えられた。2007年10月29日、ファンデ・ラモスがトッテナム・ホットスパーFC監督に就任する際にポジェがコーチに就任し、マルコス・アルバレスがフィットネスコーチに就任した。2007-08シーズンはカーリング・カップで優勝し、リーグ戦でも良い成績を残した。2008年10月25日、ラモス監督が解任されたため、アルバレスやスポーツディレクターのダミアン・コモリ(Damien Comolli)とともにトッテナムのコーチ職を退いた。
2009年11月10日、イングランド・フットボールリーグ1（3部）のブライトン・アンド・ホーヴ・アルビオンFC監督に就任した。契約期間は1年半で、トッテナム・ホットスパーFCでチームメイトだったマウリシオ・タリッコが助監督に就任した。2009-10シーズンは降格圏内を免れる成績を収めるなどチームを立て直し、ポジェとタリッコは4年の契約延長を果たした。
2013年6月23日、解任が発表された。ポジェはこのときFIFAコンフェデレーションズカップ2013・スペイン対ナイジェリア戦の解説のためBBCに出演しており、試合中に番組スタッフから解任を伝えられた。
2013年10月8日、サンダーランドAFCの監督に就任したが、成績不振のため2015年3月16日に監督を解任された。
2015-16シーズン途中でAEKアテネFCの監督を辞任し、2016年5月9日にプリメーラ・ディビシオンのレアル・ベティスと2年契約を交わした。2016年11月12日、成績不振のためレアル・ベティスの監督を解任された。
2016年11月29日、上海緑地申花足球倶楽部の監督に就任した。
2018年1月20日、FCジロンダン・ボルドーの監督に就任した。
2024年12月24日、全北現代モータースの9代目監督に就任した。

## タイトル

### 選手時代
レアル・サラゴサ
- コパ・デル・レイ:1回（1993-94）
- UEFAカップウィナーズカップ:1回（1994-95）

チェルシーFC
- UEFAカップウィナーズカップ:1回（1997-98）
- UEFAスーパーカップ:1回（1998）
- FAカップ:1回（1999-2000）
- FAチャリティ・シールド:1回（2000）

ウルグアイ代表
- コパ・アメリカ:1回（1995）

### 指導者時代
ブライトン・アンド・ホーヴ・アルビオンFC
- フットボールリーグ1:1回（2010-11）

ウニベルシダ・カトリカ
- スーパーコパ・デ・チリ：1回（2020）

個人
- フットボールリーグ1最優秀監督賞:1回（2010-11）

## 個人成績

### 指導者としての記録
2018年9月5日時点
| クラブ                        | 就任           | 退任           | 試合数 | 勝利 | 分け | 敗北 | 勝率   | 脚注   |
| ----------------------------- | -------------- | -------------- | ------ | ---- | ---- | ---- | ------ | ------ |
| ブライトン&ホーヴ・アルビオン | 2009年11月10日 | 2013年6月23日  | 194    | 86   | 59   | 49   | 044.33 | [ 15 ] |
| サンダーランド                | 2013年10月8日  | 2015年5月16日  | 75     | 23   | 22   | 30   | 030.67 |        |
| AEKアテネ                     | 2015年10月29日 | 2016年4月19日  | 28     | 18   | 5    | 5    | 064.29 |        |
| レアル・ベティス              | 2016年5月9日   | 2016年11月12日 | 11     | 3    | 2    | 6    | 027.27 |        |
| 上海緑地申花                  | 2016年11月29日 | 2017年9月11日  | 28     | 9    | 7    | 12   | 032.14 |        |
| ボルドー                      | 2018年1月20日  | 2018年9月5日   | 21     | 13   | 2    | 6    | 061.90 |        |
| 合計                          | 合計           | 合計           | 353    | 151  | 95   | 107  | 042.78 | ―      |